# Kazimierz Fabisiak
Kazimierz Fabisiak (sinh ngày 11 tháng 2 năm 1903 tại Warsaw - mất ngày 28 tháng 4 năm 1971 tại Kraków) là một nam diễn viên và đạo diễn sân khấu người Ba Lan.

## Thành tích nghệ thuật
- Nikodem Dyzma (1956) - Leon Kunicki
- Czlowiek na torze (1957) - Konarski
- Zimowy zmierzch (1957)
- Ziemia (1957) - Linh mục
- Pozegnanie z diablem (1957) - Luật sư Glocerek
- Skarb kapitana Martensa (1957) - Dominik
- Deszczowy lipiec (1958)
- Historia jednego mysliwca (1958) - Nhiếp ảnh gia Francois
- Pozegnania (1958)
- Noc poslubna (1959) - Cha của Hanka
- Miejsce na ziemi (1960) - Edmund
- Historia wspólczesna (1961) - Jagoda
- Mother Joan of the Angels (1961) - Cha Brym
- Milczące ślady (1961) - Dược sĩ Stanislaw Walczak
- Dwaj panowie 'N' (1962) - Waclaw Kaczmarek
- Drugi brzeg (1962) - Gadek
- Pamietnik pani Hanki (1963)
- Milczenie (1963)
- Mój drugi ozenek (1964) - Franek
- Echo (1964)
- Panienka z okienka (1964) - Johannes Szulc
- Goraca linia (1965) - Larysz
- Potem nastąpi cisza (1965) - Cha của Zosia
- Pieklo i niebo (1966)
- Sciana czarownic (1967) - Wierszycki
- Jak rozpetalem druga wojne swiatowa (1970) - Cha Dominik
- Album polski (1970) - Giáo sư khảo cổ học
- Pierscien ksieznej Anny (1971) -  Linh mục Kaleb

1. ↑  "Kazimierz Fabisiak". IMDb (bằng tiếng Anh). Truy cập ngày 24 tháng 9 năm 2020.
2. ↑  "Kazimierz Fabisiak". filmweb.pl (bằng tiếng Ba Lan). Truy cập ngày 24 tháng 9 năm 2020.
3. ↑  "Kazimierz Fabisiak". filmpolski.pl (bằng tiếng Ba Lan). Truy cập ngày 24 tháng 9 năm 2020.